# Akeem Adams
Akeem Adams (Point Fortin, 13 aprile 1991 – Budapest, 30 dicembre 2013) è stato un calciatore trinidadiano, di ruolo difensore.

## Biografia

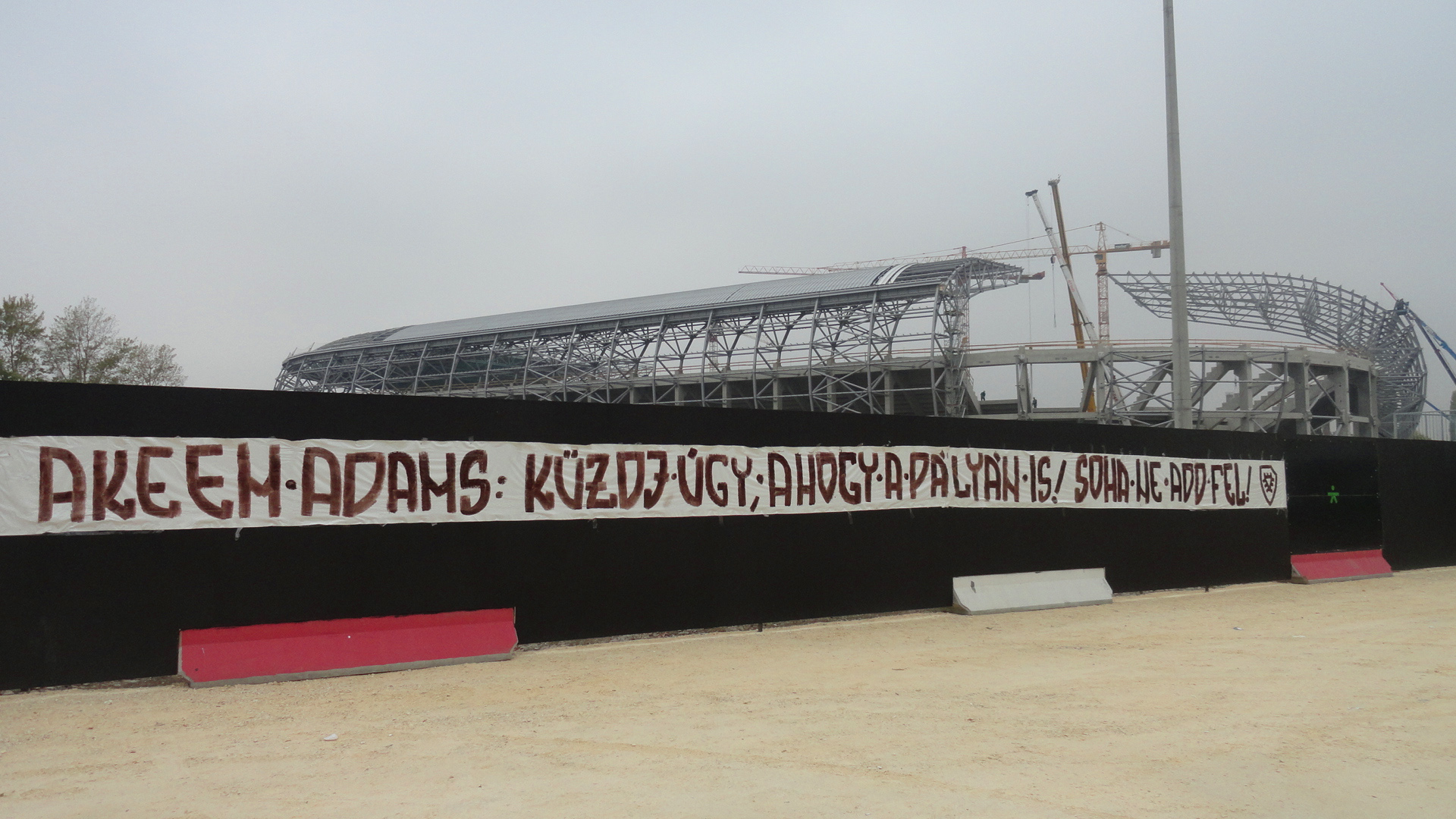
Messaggio dei tifosi per Adams ricoverato in ospedale nel cantiere del nuovo stadio Ferencváros. Traduzione: Akeem Adams: Combatti come fai sul campo! Non mollare mai!

Il 25 settembre 2013, dopo un allenamento ed un pranzo assieme ai compagni, Adams viene colpito da un attacco di cuore nella sua dimora. Le sue condizioni peggiorano rapidamente e l'8 ottobre, a seguito di un intervento per salvargli la vita, gli viene amputata la gamba sinistra. Il medico curante dichiarò successivamente che il corpo di Adams non era ancora pronto per un trapianto di cuore, necessario per tenerlo in vita. Il 28 dicembre, mentre è al Városmajori Heart Clinic, Adams viene colpito da un ictus e cade in coma, perendo il successivo 30 dicembre a Budapest.

## Carriera
Difensore centrale, poteva essere impiegato anche come laterale sinistro. Dopo aver iniziato la carriera in patria, gioca con l'Under-17 e con l'Under-20 prima di approdare alla nazionale maggiore nel 2008.
Nel 2013 viene acquistato dagli ungheresi del Ferencváros. Il 10 agosto 2013 debutta nel campionato ungherese contro il Győri ETO (1-2).